# Vilém Martínek
Vilém Martínek, užívající přídomek Strmilovský (7. května 1879, Strmilov – 26. srpna 1944, tamtéž) byl český evangelický duchovní (diakon), kolportér biblí a regionální kronikář a historik Strmilovska.
V letech 1923–1928 působil jako diakon ve sboru v Ostravě.
Byl městským kronikářem Strmilova a publikoval řadu prací k dějinám svého rodného města.